# Ère Bunsei

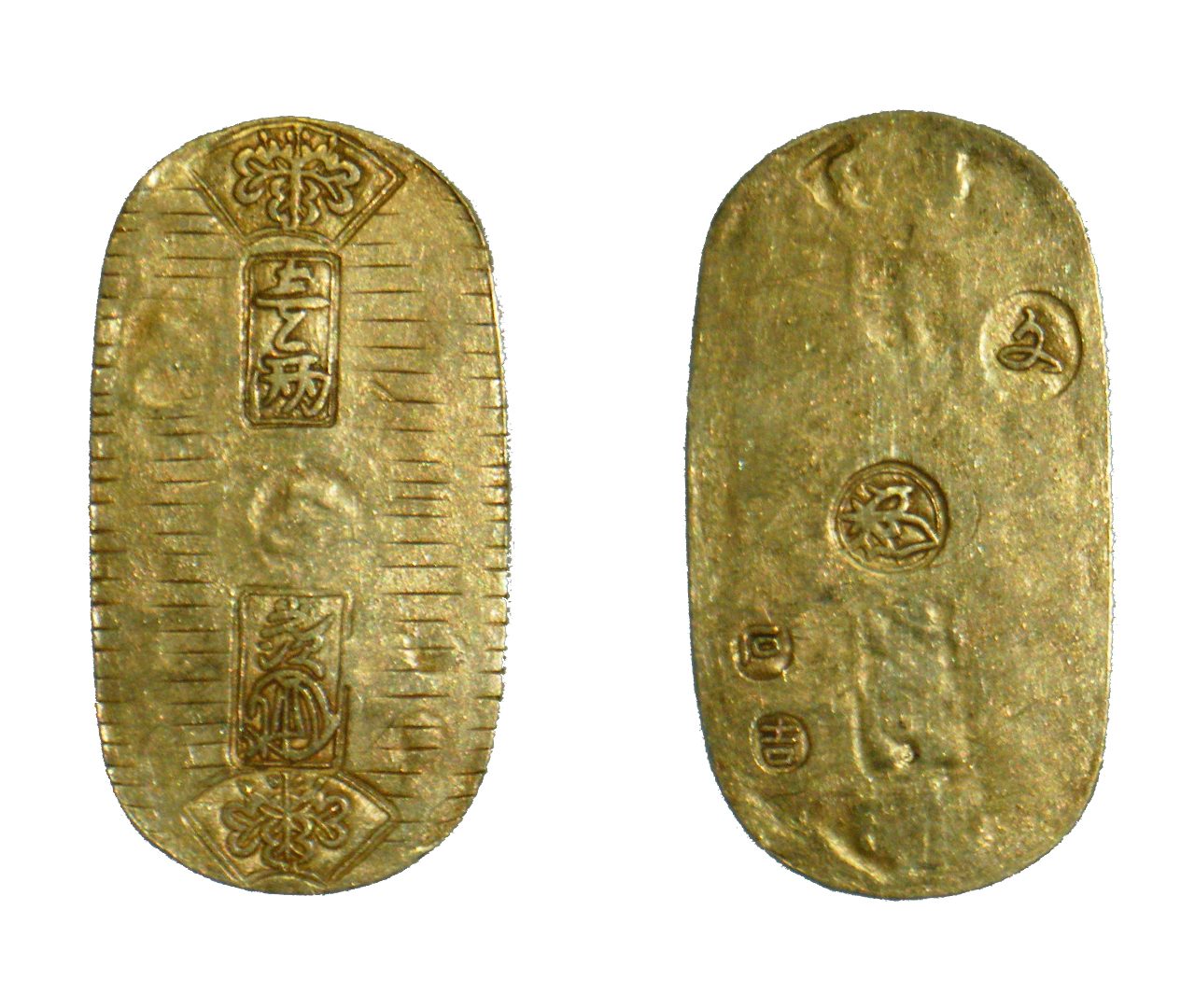
Pièces d'or japonaise de l'ère Bunsei

L'ère Bunsei (en japonais : 文政) est une des ères du Japon (年号, nengō, littéralement « le nom de l'année ») suivant l'ère Bunka et précédant l'ère Tenpō. Cette ère couvre la période qui s'étend du mois d'avril 1818 au mois de décembre 1830. L'empereur régnant est Ninkō-tennō (仁孝天皇).

## Changement de l'ère
- 22 avril 1818 (Bunsei gannen (文政元年?) : Le nom de l'ère nouvelle est créé pour marquer le couronnement de l'empereur Ninkō en Bunka 15.

Le nouveau nom de l'ère est tiré d'un aphorisme attribué à l'ancien empereur chinois, Grand  Shun (大舜) : « Shun lit les Cieux et ainsi rassemble les sept gouvernements » (舜察天文、斉七政).

## Événements de l'ère Bunsei
- 1822 (Bunsei 5) : Edo est secoué de 150 secousses sismiques sur trois jours[2].
- 11 août 1823 (Bunsei 6, 6e jour du 7e mois) : le taxonomiste allemand de la flore et de la faune Philipp Franz von Siebold arrive à Dejima comme nouveau médecin pour le comptoir commercial néerlandais dans le port de Nagasaki. La politique du bakufu dans cette zone est conçue pour marginaliser l'influence des étrangers dans le Japon de l'ère Bunsei ; cependant, une conséquence involontaire et opposée du sakoku est d'accroître la valeur et la signification d'un très petit nombre d'observateurs avisés comme von Siebold, dont les écrits documentent ce qu'il a appris ou découvert de première main. Les comptes-rendus publiés et les écrits inédits de von Siebold donnent une perspective unique et utile sur les orientalistes et japonologues au XIXe siècle et ses écrits sont encore étudiés avec rigueur par les chercheurs modernes contemporains[3].
- 13 août 1830 (Bunsei 13, 25e jour du 6e mois) : séisme à Kyoto (Latitude 35.000/Longitude 136.000), aucune magnitude sur l'échelle de Richter n'est suggérée avec les données disponibles[4].